# Stegny (województwo kujawsko-pomorskie)
Stegny – wieś w Polsce, w województwie kujawsko-pomorskim, w powiecie tucholskim, w gminie Tuchola, na Pojezierzu Krajeńskim. Wchodzi w skład sołectwa Kiełpin.
Do 2023 miejscowość była przysiółkiem wsi Kiełpin.
W latach 1975–1998 przysiółek administracyjnie należał do województwa bydgoskiego.